# Garry O'Connor
Garry O'Connor (Edimburgo, 7 maggio 1983) è un ex calciatore scozzese, di ruolo attaccante.

## Carriera
Ha frequentato le giovanili del Salvesen Boys Club fino a quando nel 1999 divenne di proprietà del Hibernian successivamente venne mandato in prestito al Peterhead dopo fece ritorno al Hibernian dove ci rimase per 5 anni.
Esperienza in Russia e in Inghilterra
Nel 2006 la Lokomotiv Mosca decise di acquistarlo viste le sue doti mostrate al Hibernian, alla Lokomotiv farà bene tanto da segnare in finale di coppa di Russia contro l' FK mosca nel 2006 venne preso dal Birmingham dove ci rimase fino al 2010 per andare in prestito al Bransley fino al 2011
Ritorno in patria e ritorno in Russia
Nel 2011 ritornò al Hibernian e nel 2012 passò al Tom Tomsk società del centro della Russia
Ultime esperienze
Le sue ultime esperienze furono nel 2014 al Greenock Morton e il  Selkirk fino al 2016 quando decise di finire la sua carriera da calciatore.

## Palmarès

### Club

#### Competizioni nazionali
- Coppa di Russia: 1

Lokomotiv Mosca: 2006-2007